# ريتشارد رايلي
ريتشارد ويلسون «ديك» رايلي (بالإنجليزية: Richard Riley)‏ (ولد في 2 يناير 1933) هو سياسي أمريكي، وكان وزير التعليم الأمريكي في رئاسة بيل كلينتون، والحاكم 111 لولاية كارولينا الجنوبية. وهو عضو في الحزب الديمقراطي. رايلي هو الديمقراطي الوحيد الذي يخدم فترتين متتاليتين كحاكم في الوقت الذي تم فيه تعديل دستور الولاية للسماح للحكام بالخدمة لفترات متتالية.

## التعليم
تعلم في جامعة كارولاينا الجنوبية.